# Isla Lobos de Tierra
Die Isla Lobos de Tierra ist eine peruanische Insel im Pazifischen Ozean 7 km vor der Küste. Sie gehört zum Schutzgebiet Reserva Nacional Sistema de Islas, Islotes y Puntas Guaneras.
Es handelt sich um eine 10 km lange und bis 3 km breite sandige Insel auf einem Granit-Sockel, mit einer Fläche von 14,3 km², nach amtlichen Angaben 16 km². Sie gehört zum Distrikt Puerto Eten, einem der zwanzig Distrikte der Provinz Lambayeque. Zu den Nebeninseln von Lobos de Tierra gehören El León und Albatros.
Die Temperaturen auf der Insel sind hoch. Auf ihr leben Vögel wie Pelikane, Blaufußtölpel, Möwen, Tölpel und Guanokormorane, die letzteren beiden Arten waren von großer Bedeutung zur Blütezeit des Guano-Abbaus. Bereits bis 1863 wurden mehr als 7 Millionen Tonnen Guano gewonnen. Diese Ressource ist heute fast vollständig verschwunden, einige verfallene Gebäude und Einrichtungen wie Gleisanlagen zeugen von dieser Vergangenheit.
Die Insel Lobos de Tierra hat ihren Namen von der Nähe zur Küste – siehe die gut 40 km südlich gelegene, vom Festland 50 km entfernte kleinere Inselgruppe Islas Lobos de Afuera – und dem Vorhandensein von Mähnenrobben. Unter vorbeikommenden Walen findet sich auch der Blauwal.